# ファミリージョッキー
『ファミリージョッキー』とは、1987年4月24日にナムコ（後のバンダイナムコエンターテインメント）から発売された『ファミリーシリーズ』の1つであり、ファミリーコンピュータ用競馬ゲームおよび派生作品の総称。開発はナムコ開発一部、音楽は小沢純子が担当している。

## 概要
競馬ゲームの草分け的存在だが、『ダービースタリオン』のようなレース中の操作ができない純然たる育成ゲームではなく、プレイヤーが騎手となり、お手馬を操作・育成して勝利に導くレースゲームである。レース中のBGMはアメリカ民謡の『草競馬』のアレンジとなっている。また、レースゲームのみの「ONLY RACE」（オンリーレース）の他、競馬予想の要素が加わった「FAMILY GAME」（ファミリーゲーム）のゲームモードもあり、持ち金の額を競って楽しむ事も可能である。
ファミリーコンピュータ版はゲーム誌『ファミコン通信』の「クロスレビュー」にてシルバー殿堂入りを獲得し、1991年にゲームボーイに移植された他、PCエンジン用ソフトとして『ワールドジョッキー』のタイトルで発売された。後に携帯電話アプリゲームとして、2002年にJ-スカイ、2003年にiアプリ、2006年にEZアプリにて配信された他、2008年にはiアプリ用として『ファミリージョッキー WIDE版』が配信された。また、同年にリメイク版がWii用ソフトとして発売された。
以下の記事では主にファミリーコンピュータ版について扱う。

## ゲーム内容

### オンリーレースモード
2人プレイまで可能。プレイヤーは騎手となって、競走馬16頭の中からお手馬1頭を選択し（2人プレイ時の同一馬選択は不可）、天皇賞走破を目指して全16戦のレースを戦う。
全16レースで4着以内に入るとエンディング画面が表示されるが、5着以下で入線する/競走中に画面から見切れてしまう（障害飛越に失敗して画面スクロールに劣後する等の場合）と即、ゲームオーバーとなる。コンティニュー機能はない。どちらの場合もゲーム終了時点での賞金総額・総合戦績が画面表示される（GIレース優勝の場合は各レースの優勝カップが追加表示される）。

#### お手馬
プレイヤーが選択出来るのは以下の16頭。それぞれに計6種類の能力（後述）が、0から9の10段階数値で初期設定されており馬の個性にもなっている。
| 名前             | スピード | スタミナ | ガッツ | ジャンプ | ターボ | タイプ | 馬名の由来とされる実在馬 |
| ---------------- | -------- | -------- | ------ | -------- | ------ | ------ | ------------------------ |
| カモノネギ       | 1        | 1        | 1      | 2        | 2      | 8      | カネミノブ               |
| パフォーマンス   | 1        | 2        | 3      | 4        | 3      | 2      |                          |
| キングコング     | 0        | 3        | 1      | 4        | 2      | 4      | サルノキング             |
| イーグルゴー     | 2        | 3        | 2      | 2        | 0      | 3      | ゴールドイーグル         |
| ハイテック       | 3        | 4        | 0      | 0        | 0      | 6      |                          |
| リキパワー       | 1        | 3        | 3      | 3        | 0      | 3      | リキサンパワー           |
| プリンスメロン   | 1        | 4        | 3      | 0        | 0      | 4      | プリンスキロ             |
| エクスプレス     | 4        | 0        | 0      | 1        | 2      | 9      | エクリプス               |
| ディスコボーイ   | 2        | 2        | 2      | 2        | 2      | 5      | テスコボーイ             |
| サクラタイガー   | 2        | 3        | 1      | 1        | 1      | 7      | ロツキータイガー         |
| テンカウント     | 3        | 2        | 2      | 3        | 0      | 2      | テンポイント             |
| ブルーグラス     | 2        | 1        | 2      | 1        | 4      | 6      | グリーングラス           |
| ミスターダービー | 1        | 0        | 1      | 3        | 4      | 5      | ミスターシービー         |
| モモタロー       | 3        | 1        | 0      | 1        | 3      | 5      | ニチドウタロー           |
| インターラプター | 4        | 1        | 3      | 0        | 0      | 8      | セプター                 |
| アイアンホース   | 0        | 4        | 4      | 0        | 1      | 7      |                          |

1人プレイの場合、プレイヤーがお手馬に選択した1頭を除く15頭にCPU専用の48頭を含めた63頭が対戦馬として出場し、ランダム抽選とその後の勝敗によって各レースの出場馬5頭が選出される。主なCPU馬に、ハーイセイコ（ハイセイコー）、シンガリルドルフ（シンボリルドルフ）、シンサン（シンザン）、テキノカチドキ（テツノカチドキ）、トウキョウボーイ（トウショウボーイ）など。括弧内は元ネタとなった馬名。

#### ボタン操作
十字キー
お手馬を上下（コーナー間では左右）に操作し、コース上での位置取りに使用する。
Aボタン
お手馬を加速させる。押す度に残りスタミナを消費する為、長距離レース程、押すタイミングが要求される。残りスタミナ（後述）がなくなると、押しても加速しなくなる。
Bボタン
お手馬をジャンプさせる。障害飛越時に押すが、飛越失敗は残りスタミナを大きく消費する為、押すタイミングが要求される。マーク出現地帯（後述）で押してもジャンプしない。
スタートボタン
レース中のポーズに使用する。

#### レース進行
全レース6頭立てで、4着以内で入線すると次レースへ出場可能。しかし、後述のとおり賞金総額に基づいたグレード制（新馬、一般→GIII→GII→GI）があるため、高みを目指すには、賞金が出る3着以内を確保し続ける必要がある。
レース進行中の画面下部にはタイム、現在の各馬の順位、「残りスタミナ」ゲージ、現在の走行速度が表示される。｢残りスタミナ｣は、お手馬の加速、画面スクロール（※1）、障害飛越失敗、他馬との接触で減少し続けていく。走行速度はゲーム展開を早める為か時速90km前後と、実際のサラブレッド（時速60 - 70km前後）よりも相当速い。
本作の大きな特徴として、レース進行中に他馬に衝突や進路妨害をしても降着させられる事はない。そこで、この点を巧みに突いた「CPU馬を弾き飛ばし好位を占める」、「CPU馬に後ろ/斜め後ろから押させて加速する」と言った数々のテクニックが存在する（※2）。
- ※1：CPU馬が前進すると画面もスクロールする為、お手馬が画面最後端に居ると強制的に前進させられ、その分残りスタミナを消費する。
- ※2：ただし、接触する度に残りスタミナを消費する。なお、真後ろからCPU馬を押してもCPU馬が加速するだけなので、メリットはない。

#### マーク
第1 - 第2及び第3 - 第4コーナーの区間に出現するパネルアイテム。2種類に大別され、「各競走能力のアップ」（ただしタイプのみマークが存在しない）と「走行中の残りスタミナ増/減」がある。
本作では、レース中に能力アップのマークを取り続け、お手馬を名馬に育てあげる事が攻略の鍵となるが、この育成要素は当時としては画期的で、「お手馬の弱点を強化する/突出した能力を更に伸ばす」、「マークを次々に取りこぼし、以降のレースも取りこぼしが続く」、「どのお手馬でも育成次第で、ビッグタイトルを狙える名馬に育てる事が出来る」等、ゲーム性に奥深さを付加しており、本作の根幹を成すシステムだと言える。
なお、出現位置や種類はランダムなので「予め進行ルートを決めて確実にマークを取る」というレース運びは通用しない。又、出現するマークの種類は「1周未満のレースでは能力強化のみ」、「GIIまでの1周以上のレースでは能力強化とスタミナ増減の両方」、「GIではスタミナ増減のみ」と決まっている。
Sp（スピード）
スピード上限が1つ上昇し、能力が高いほど最高速度が高くなる。
St（スタミナ）
走行スタミナ上限が1つ上昇し、能力が高いほど走行スタミナのロスを抑えられる。
G（ガッツ）
衝突スタミナ上限が1つ上昇し、能力が高いほどタックルなどによるスタミナのロスを抑えられる。
J（ジャンプ）
ジャンプ上限が1つ上昇し、能力が高いほど障害を飛び越える際の跳躍力が高くなる。
T（ターボ）
ターボ上限が1つ上昇し、能力が高いほど少ない鞭入れで最高速度を出しやすくなる。
タイプ
お手馬の馬場抵抗上限。能力が高いほど雨天やダートなど悪条件レース時の能力下降を抑えられる。前述の通り、タイプのみマークがない。
スターマーク
走行中の残りスタミナが一定値回復する。
ドクロマーク
走行中の残りスタミナが一定値減少する。

#### コース
コースは全て左回り（反時計回り）で、レース場固有の馬場や障害、流動的な天候の2種類に大別される。各コースには「タイムレコード」が設定されており、これを更新すると獲得賞金とは別にボーナス賞金が付与される。馬場の状態や天気はレース開始時に画面表示される。
天候
晴天と雨天がランダムで決定される。雨天時は重馬場となるため、タイプの数値が低いと能力やスタミナに影響を受けやすい。
距離
各レースの施行距離。最短距離は新馬戦の芝1200m、最長距離はGI・有馬記念の芝4400m。
馬場
芝とダートがあり、ダートは最初から重馬場なので、タイプの数値が低い競走馬は能力やスタミナに影響を受けやすい。これに雨天が重なると、更に過酷なレースとなる。
全レース場の各コーナー内側には必ず荒れ場があり、「スピードとスタミナを削る代わりに内をすくうか」「それらを温存するのと引替えに外目を回すか」というレース運びの要となっている。
障害
画面上の「縦に交互に並ぶハードル」と「縦一列を占める大障害」があり、いずれも飛越に失敗すると大幅に残りスタミナが減少する。障害手前には楔形の白いマークがあり、これにタイミングをあわせてBボタンを押し、確実に飛越し続ける事がゲーム攻略の鍵となる。なお、「縦一列を占める大障害」は加速なしで飛越出来ない。

#### 枠順
- 1枠：赤（1Pは常に1枠から発走）
- 2枠：青（2Pは常に2枠から発走）
- 3枠：黒
- 4枠：青
- 5枠：白
- 6枠：黄

#### レース一覧
新馬戦から条件戦、GIII、GII、GIとランクアップする。それぞれ固有のファンファーレとBGMを持つ。
後ろのアルファベットは障害コースタイプ（障害レースの障害コース配置タイプは3種類あり、便宜上A・B・Cで区分）。
なお、実在の平地競走と同名のレースもあるが、本作では全て障害競走である。平地競走は、新馬戦、未勝利戦、リュウヘイキネン、ネギマキネン、ナムコカップのみ。
勝利前
1位にならない限り先のレースには進めない。
- 新馬戦（芝1200m、第1レースで出場）
- 未勝利戦（ダート1600m、新馬戦で1位を取れなかった場合に1位になるまで出場）

条件戦
勝利前レースで1位になった後かつ賞金総額2000万未満で出場。賞金総額によって出場レースが決まる。
- 500万下条件（芝1200m障害B、新馬戦もしくは未勝利戦で1位獲得後に賞金総額500万未満で出場）
- 1000万下条件（ダート1600m障害A、新馬戦もしくは未勝利戦で1位獲得後に賞金総額500万以上1000万未満で出場）
- 2000万下条件（芝1600m障害A、新馬戦もしくは未勝利戦で1位獲得後に賞金総額1000万以上2000万未満で出場）

GIII
勝利前レースで1位になった後かつ賞金総額2000万以上8500万未満で出場。ポークステークス終了時にGII未昇格の場合は、再びリュウヘイキネンから始まる。
- リュウヘイキネン（芝2000m）
- オーミステークス（ダート2000m障害A）
- ミズホショウ（芝2000m障害B）
- サボテンステークス（芝2000m障害C）
- グレートスプリント（ダート2400m障害A）
- イーナシーカップ（芝2000m障害C）
- ネギマキネン（芝2400m）
- ポークステークス（ダート2000m障害C）

GII
賞金総額8500万以上かつGIレース出場条件を満たしていない場合で出場。サクラフブキショウ終了時にGI未昇格の場合は、再びナムコカップから始まる。また、賞金総額3億5000万以上稼いだ場合でも10レース目まではGIに昇格せずGIIのレースに参加となる。
- ナムコカップ（芝2400m）
- レコードカンショウ（芝2400ｍ障害A）
- コータローキネン（ダート2800m障害B）
- サクラダモンショウ（芝3200m障害C）
- カントリーカップ（芝3200m障害A）
- ビーフステークス（ダート3200m障害C）
- ヤヨイショウ（芝3200m障害B）
- サクラフブキショウ（芝2800m障害B）

GI
賞金総額3億5000万以上かつ11レース目以降で出場。
天皇賞への出馬条件は、「10レース以内にGIに昇格し、かつ皐月賞 - 有馬記念で入賞する」ことが条件となり、高い難易度を誇る。仮に11レース目終了時点でGIに昇格した場合、GIレース全て入賞すれば16レース目が有馬記念になるが、そこを突破してもそこでゲームは終了し、天皇賞の舞台には立てない。GI戦ではナムコのおなじみのキャラクター名に加えてシンサン（シンザン）、ハーイセイコ（ハイセイコー）、ハシノカチドキ（キタノカチドキ）、プレストントン（プレストウコウ）、ナガシマオー（タケシバオー）など過去の名馬が由来と思われる名の馬たちがライバルとして出走する。
- 皐月賞（芝3600m障害B）
- ダービー（芝4000m障害A）
- 菊花賞（芝3200m障害C）
- ジャパンカップ（芝3600m障害B）
- 有馬記念（芝4400m障害C）
- 天皇賞（芝3200m障害C）

### ファミリーゲームモード
プレイヤー=騎手はオンリーレースモード同様に2人分までだが、競馬予想は4人分まで可能（トーサン、カーサン、ヤヨイ、ユウタの4人が登場）。
ゲーム内容はオンリーレースと同一だが、レース開始前の競馬予想画面が付加されており、着順予想表示画面（オンリーレースモードでも表示され、実際の競馬新聞のように◎、▲等で表現されている）を参考にしながら、上述の4人が所持金10000円で馬券を買い、馬券を的中させれば所持金を増やすことが出来る。馬券の種類は馬連のみで3枚まで購入可能。全16レースをクリアすると、所持金順位が表示される。
尚、所持金が尽きたキャラクターは退場となるが、ゲームはそのまま進行する（仮に4人全員の所持金が0になると、オンリーレースモードになる）。オンリーレースと同様にプレイヤーのお手馬が5着以下となると、4人の所持金の如何に関わらず即、ゲームオーバーとなり、ゲーム開始画面に戻る。
又、本作はあくまでレースゲームであり、競馬予想だけに専念出来るゲームモードは存在しない。

## 移植版
| No. | タイトル                   | 発売日         | 対応機種                                                                        | 開発元          | 発売元   | メディア                                 | 型式           | 備考                                                      |
| --- | -------------------------- | -------------- | ------------------------------------------------------------------------------- | --------------- | -------- | ---------------------------------------- | -------------- | --------------------------------------------------------- |
| 1   | ファミリージョッキー       | 1991年3月29日  | ゲームボーイ                                                                    | ナムコ          | ナムコ   | 1メガビットロムカセット                  | DMG-FJJ        | 対戦プレイ対応                                            |
| 2   | ワールドジョッキー         | 1991年9月20日  | PCエンジン                                                                      | ナムコ          | ナムコ   | 2メガビットHuCARD                        | NC91003        |                                                           |
| 3   | ファミリージョッキー       | 2002年10月1日  | J-スカイ （Javaアプリ）                                                         | ナムコ          | ナムコ   | ダウンロード （ナムコアプリキャロットJ） | -              |                                                           |
| 4   | ファミリージョッキー       | 2003年3月12日  | iアプリ                                                                         | ナムコ          | ナムコ   | ダウンロード （アプリキャロットナムコ）  | -              |                                                           |
| 5   | ファミリージョッキー       | 2006年10月26日 | BREW対応機種 （EZアプリ）                                                       | ウインドリーム  | タイトー | ダウンロード （ナムコEZゲームス）        | -              |                                                           |
| 6   | ファミリージョッキー       | 2008年3月6日   | Wii                                                                             | バンナム        | バンナム | Wii用12センチ光ディスク                  | RVL-P-RFJJ-JPN | リメイク版、Wiiリモコン+ヌンチャク対応、売上本数：1.4万本 |
| 7   | ファミリージョッキーWIDE版 | 2008年7月10日  | F903i、F903iX、F904i、F905i、P905i SH905iTV、F906i、F906i、SH906iTV （iアプリ） | バンナム        | バンナム | ダウンロード （ナムコ・ゲームス）        | -              |                                                           |
| 8   | ナムコットコレクション     | 2020年6月18日  | Nintendo Switch                                                                 | B.B.スタジオ M2 | バンナム | Switch専用ゲームカード ダウンロード      |                | ファミリーコンピュータ版の移植                            |

ゲームボーイ版
1991年3月29日に一部の内容を変更して移植された。通信ケーブルを使用した対戦機能がある。1993年8月27日には続編『ファミリージョッキー2 名馬の血統』が発売され、バーコードボーイを接続して読み取ったバーコードを数値化してゲーム内部のデータに置き換え、競走馬や繁殖馬を追加する長期育成要素が加わった。解像度の問題でプレイヤーが操作している馬中心の視点に変更されており、スクロールアウトによるリタイアがなくなっているが、画面端による押し出しがないので大差が付く事もある。なお、1作目には裏技で、漫画『風のシルフィード』をモチーフにしたと思われる「シルフィーロ」という、全ての能力値が最初から最高値の馬が登場する。
PCエンジン版
1991年9月20日に『ワールドジョッキー』が発売された。PCエンジンの描画能力や搭載音源によってグラフィックやサウンドが格段に向上し、マルチタップを使用した4人同時対戦の要素が加わった。また、この作品の大きな違いとして新しくプレイヤーが騎手として登場しレース毎にランダムで選択された馬に乗ってレースを行うジョッキーモードが追加された。
iアプリ版
2003年に配信。ファミリーコンピュータ版をベースとした「レースのみ」「ギャンブル」の2モード（それぞれオンリーレース、ファミリーレースに相当）に加え、競走馬の能力を底上げするために必要なポイントを稼ぐオプションモード「育成」が追加された。2008年には携帯電話の性能向上に伴い、横向きワイド表示に対応したアッパーバージョン『ファミリージョッキーWIDE版』が配信された。
Wii版
2008年3月6日にバンダイナムコゲームスのナムコレーベルより発売された。Wiiリモコン+ヌンチャクに対応。従来のような2D視点ではなく、馬を後ろから見た3D視点となっており、リモコンとヌンチャクを手綱のように持って馬を走らせたりジャンプさせたり、リモコンを振ってムチを入れたりするなどの体感式の操作方法となっている。道中の一定の地点にスーパーマリオカートのようにアイテムが置いてあり、スタミナ回復の他にも相手を妨害するアイテムも存在する。本作は『スポーツわいわい』の一つである。

## スタッフ
ファミリーコンピュータ版
- プログラム：T.FUKUMOTO、宇田川治久、はなおかくみ
- 音楽：小沢純子

## 評価
ファミリーコンピュータ版
ゲーム誌『ファミコン通信』の「クロスレビュー」では合計31点（満40点）でシルバー殿堂入りを獲得、『ファミリーコンピュータMagazine』の読者投票による「ゲーム通信簿」での評価は以下の通りとなっており、21.87点（満30点）となっている。また、同雑誌1991年5月10日号特別付録の「ファミコンロムカセット オールカタログ」では、「ほのぼのタッチの競馬ゲーム」と本作を表現しており、「ファミリーゲーム」の存在を肯定的に評価したが、「ファミリーゲームだけをすることが出来ないのが残念」とゲームシステムに関して一部否定的な指摘をした。
| 項目 | キャラクタ | 音楽 | 操作性 | 熱中度 | お買得度 | オリジナリティ | 総合  |
| 得点 | 3.51       | 3.41 | 3.51   | 3.84   | 3.69     | 3.91           | 21.87 |
ゲームボーイ版
ゲーム誌『ファミコン通信』の「クロスレビュー」では合計26点（満40点）、『ファミリーコンピュータMagazine』の読者投票による「ゲーム通信簿」での評価は以下の通りとなっており、20.8点（満30点）となっている。
| 項目 | キャラクタ | 音楽 | お買得度 | 操作性 | 熱中度 | オリジナリティ | 総合 |
| 得点 | 3.5        | 3.3  | 3.5      | 3.5    | 3.6    | 3.4            | 20.8 |
PCエンジン版
ゲーム誌『ファミコン通信』の「クロスレビュー」では合計28点（満40点）、『月刊PCエンジン』では90・85・90・95・90の平均90点（満100点）、『マル勝PCエンジン』では8・7・8・8の合計31点（満40点）、『PC Engine FAN』の読者投票による「ゲーム通信簿」での評価は以下の通りとなっており、22.99点（満30点）となっている。また、この得点はPCエンジン全ソフトの中で93位（485本中、1993年時点）となっている
| 項目 | キャラクタ | 音楽 | 操作性 | 熱中度 | お買得度 | オリジナリティ | 総合  |
| 得点 | 4.04       | 3.56 | 3.87   | 3.98   | 3.96     | 3.58           | 22.99 |
Wii版
ゲーム誌『ファミ通』の「クロスレビュー」では合計27点（満40点）となっている。